# Максимилиан Венглер
Максимилиан Венглер (на немски: Maximilian Wengler) (1890 – 1945) е немски генерал-майор, служещ по време на Втората световна война и носител на Рицарски кръст с дъбови листа и мечове.
Венглер поема командването на 83-та пехотна дивизия на 27 март 1945 г. в областта на Гдиня. Дивизията след като се измъква от обкръжението на града, воюва към Оксюфтер Кемпе и Пилау-Нойтиф. Венглер и много други от екипа му са убити от бомба при въздушно нападение на 25 април 1945 г. Съпругата му също е убита от бомбардировки през зимата на 1944/45 г.

## Награди
- Значка за раняване – сребърна
- Пехотна щурмова значка – сребърна
- За близък бой – бронзова
- Железен кръст – II и I степен
- Рицарски кръст с дъбови листа и мечове
  - Носител на Рицарски кръст (6 август 1942 г.) като Подполковник от резерва и командир на 366-и пехотен полк[1]
  - Носител на дъбови листа №404 (22 февруари 1944 г.) като Полковник от резерва и командир на 366-и гренадирски полк[2]
  - Носител на мечове №123 (21 януари 1945 г.) като Генерал-майор от резерва и командир на 227-а пехотна дивизия[3]
- Споменат в ежедневния доклад на „Вермахтберихт“ на 3 август 1944 г.